# Külsheim
Külsheim est une ville de Bade-Wurtemberg (Allemagne), située dans l'arrondissement de Main-Tauber, dans la région de Heilbronn-Franconie, dans le district de Stuttgart.
Elle est jumelée avec la ville française de Moret-sur-Loing.

## Architecture
- Château de Külsheim
- Église Saint-Martin
- Chapelle Sainte-Catherine

## Personnalités
- Alois Grimm, jésuite (1886-1944): prêtre opposant au national-socialisme